# 花園大学
花園大学（はなぞのだいがく、英語: Hanazono University）は、京都府京都市中京区西ノ京壺ノ内町8-1に本部を置く日本の私立大学。1872年創立、1949年大学設置。大学の略称は花大 、花園大、花園。

## 概観

### 大学全体
禅の研究に特に力を注ぐ臨済宗立の仏教系大学である。   
創立は明治5年（1872年）に妙心寺が学寮・般若林を設立したのが始まりであり、以降、臨済宗の禅を中心とした教育・研究を続け、文学部・社会福祉学部を擁する文系大学として今日にまで発展した。   
仏教者（僧侶）・柳田聖山、西村恵信に代表される仏教研究者や、社会福祉実践者（ソーシャルワーカー）・社会福祉学の研究者を多数輩出している。   
最近では花園大学国際禅学研究所で世界をリードする禅研究を始め、文学部では夏目房之介、玄侑宗久、花村萬月を、社会福祉学部では水谷修を客員教授に迎えるなど、外に向かって積極的な教育を行っている。

## 特徴
- 建学の精神である「己事究明」を中心に、禅的人間教育を行っている。
- 経営母体の学校法人花園学園は臨済宗妙心寺派の創設で、同学園理事長は妙心寺派宗務総長の兼務。宗門立の大学のため、これまで学長は各僧堂の師家が交代で務めていたが、2015年にこの規定をはずした。
- 2014年、全学カリキュラム「CDC（Career Development Center）」を「基礎教育科目」へ名称変更するとともに、アカデミックスキル、コミュニケーションスキル、キャリア教育などに力を入れている。

## 沿革

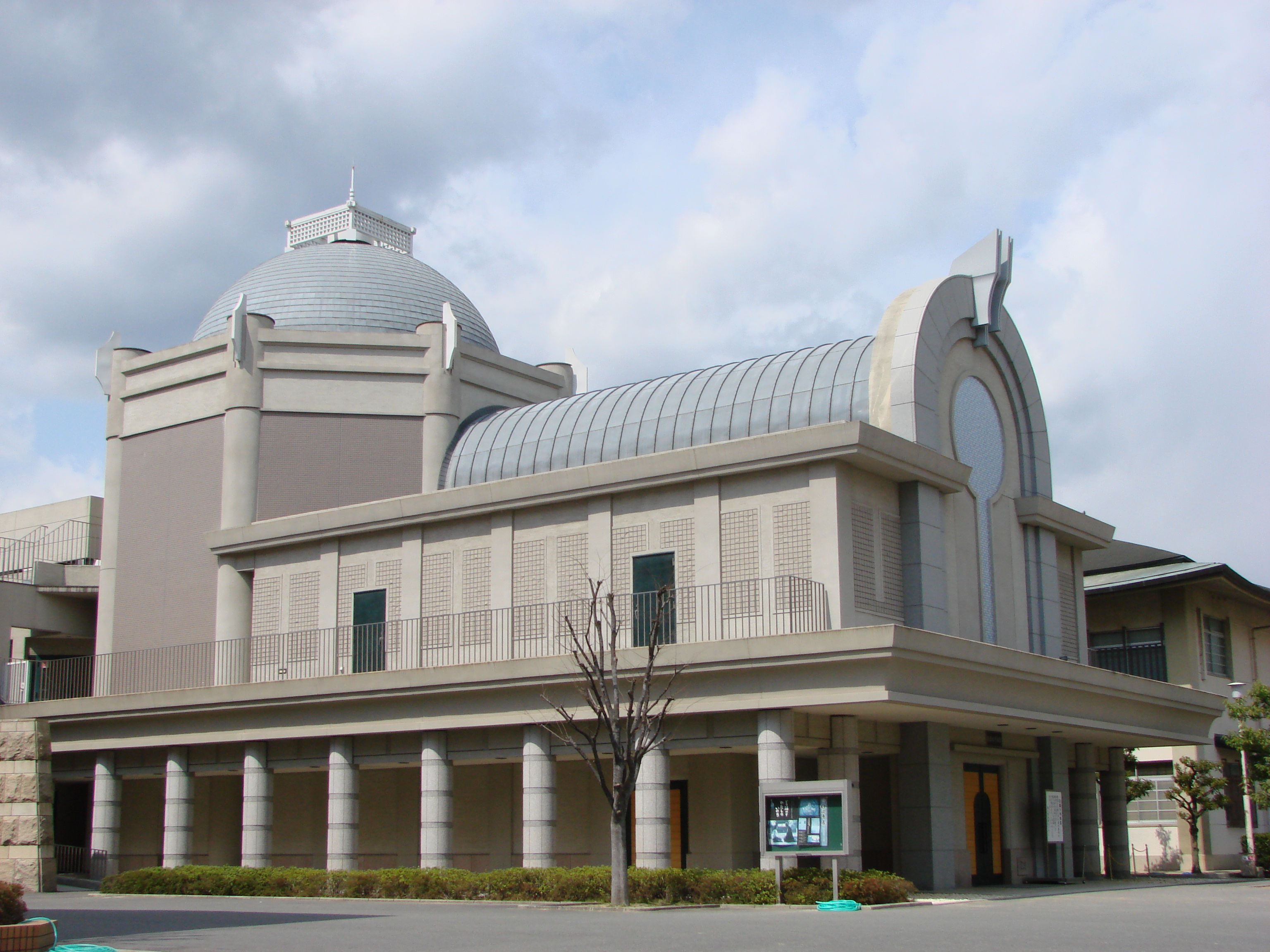
教堂

### 年表
- 1872年 妙心寺境内に学寮・般若林を設置。
- 1911年 花園学院高等部を臨済宗大学に改称。
- 1934年 臨済宗大学を臨済学院専門学校に改称。
- 1949年 臨済学院専門学校を花園大学に昇格。仏教学部仏教学科を設置。
- 1964年 仏教学部仏教福祉学科を設置。
- 1966年 仏教学部を改め文学部（仏教学科・社会福祉学科・史学科・国文学科）を設置。
- 1977年 京都市中京区西ノ京壺ノ内町に総合移転。
- 1988年 花園大学国際禅学研究所開所。
- 1992年 文学部社会福祉学科を改め、社会福祉学部社会福祉学科を設置。
- 1994年 大学院文学研究科（仏教学専攻・日本史学専攻）修士課程設置。
- 1997年 大学院文学研究科（国文学専攻）修士課程設置。
- 1998年 大学院社会福祉学研究科（社会福祉学専攻）修士課程設置。
- 2000年 大学院文学研究科仏教学専攻博士後期課程設置。花園大学歴史博物館設置。
- 2002年 社会福祉学部福祉心理学科設置。文学部仏教学科を文学部国際禅学科に名称変更。文部科学省学術フロンティア推進事業選定に伴い、国際禅学研究機構を設置（花園大学国際禅学研究所、禅的教育研究所）。
- 2006年 心理カウンセリングセンター開設。国際禅学研究機構、禅的教育研究所を解散。
- 2007年 社会福祉学部福祉心理学科を社会福祉学部臨床心理学科に名称変更。
- 2008年 文学部史学科・国文学科を文学部日本史学科・日本文学科に名称変更。文学部文化遺産学科・創造表現学科を新設。2学部7学科体制とする。
- 2009年 社会福祉学部児童福祉学科を新設、2学部8学科体制に。また、メインキャンパスの東北に新校舎（拈花館〈ねんげかん〉）完成。
- 2011年 タイ・マハーチュラロンコーン大学と学術交流協定を締結。
- 2013年 文学部国際禅学科を文学部仏教学科に復称（名称変更）。
- 2015年 花園大学文学部改組にともない、文化遺産学科・創造表現学科の2016年度以降の学生募集を停止を決定。
- 2017年 留学生別科を設置[1]。
- 2019年に社会福祉学部児童福祉学科を改組して発達教育学部発達教育学科を設置する構想を進めるが、2018年10月設置認可申請を取り下げた。

## 教育および研究

### 組織

#### 学部
- 文学部
  - 仏教学科
    - 妙心寺派僧侶育成課程

  - 日本史学科
  - 日本文学科
- 社会福祉学部
  - 社会福祉学科
    - 社会福祉学コース
    - 福祉介護コース

  - 臨床心理学科
  - 児童福祉学科

#### 研究科
- 文学研究科
  - 仏教学専攻（修士・博士後期課程）[2]
  - 日本史学専攻（修士課程）[2]
  - 国文学専攻（修士課程）[2]
- 社会福祉学研究科
  - 社会福祉学専攻（修士課程）（社会福祉学領域・臨床心理学領域）[3]

#### 附属機関
- 花園大学国際禅学研究所
- 人権教育研究センター
- 歴史博物館
- 心理カウンセリングセンター

- なお、大学付属施設ではないが、構内には財団法人禅文化研究所が設置されており、大学と密接な関係を持っている。

## 大学関係者と組織

### 大学関係者一覧
- 花園大学の人物一覧

## 施設

### キャンパス

#### メインキャンパス
- 交通アクセス：西日本旅客鉄道（JR西日本）嵯峨野線（山陰本線）「円町駅」下車、徒歩8分。京都市営地下鉄東西線「西大路御池駅」下車、徒歩13分。京都市営バス「西ノ京馬代町」「太子道」「西ノ京塚本町」各停留所下車。

#### 西小路学舎
（地籍上はメインキャンパスは京都市中京区、西小路学舎は同市右京区に所在するが、両者は狭い西小路通を挟むだけで隣接しており、一体として利用されている。なお、西小路通は今日では拡幅されている。）

#### 京北校地
- 交通アクセス：西日本JRバス高雄・京北線「周山」下車、徒歩25分（または京北ふるさとバスで「出口橋」下車）。メインキャンパスよりスクールバスが運行されている。

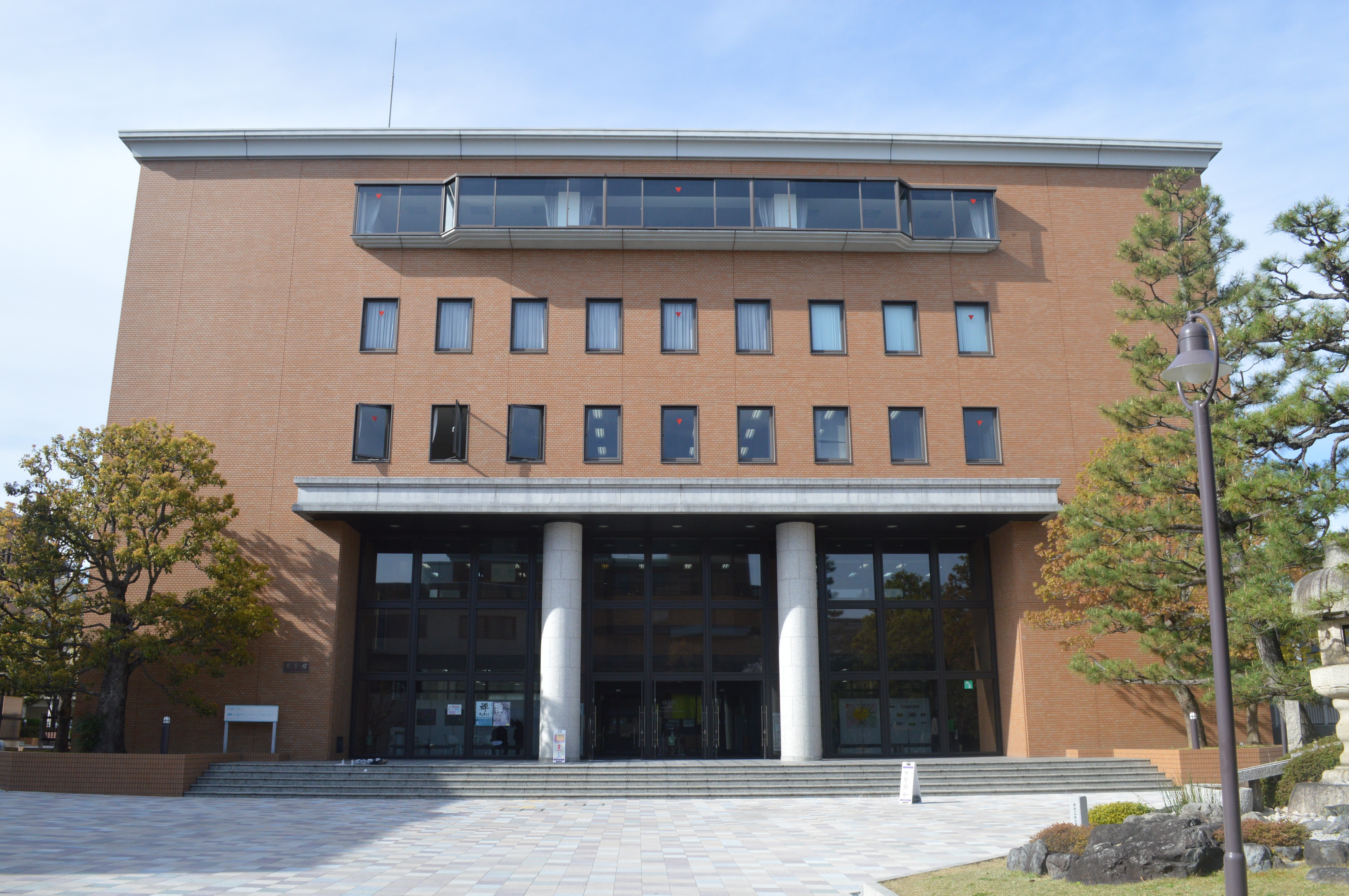
無聖館（図書館）
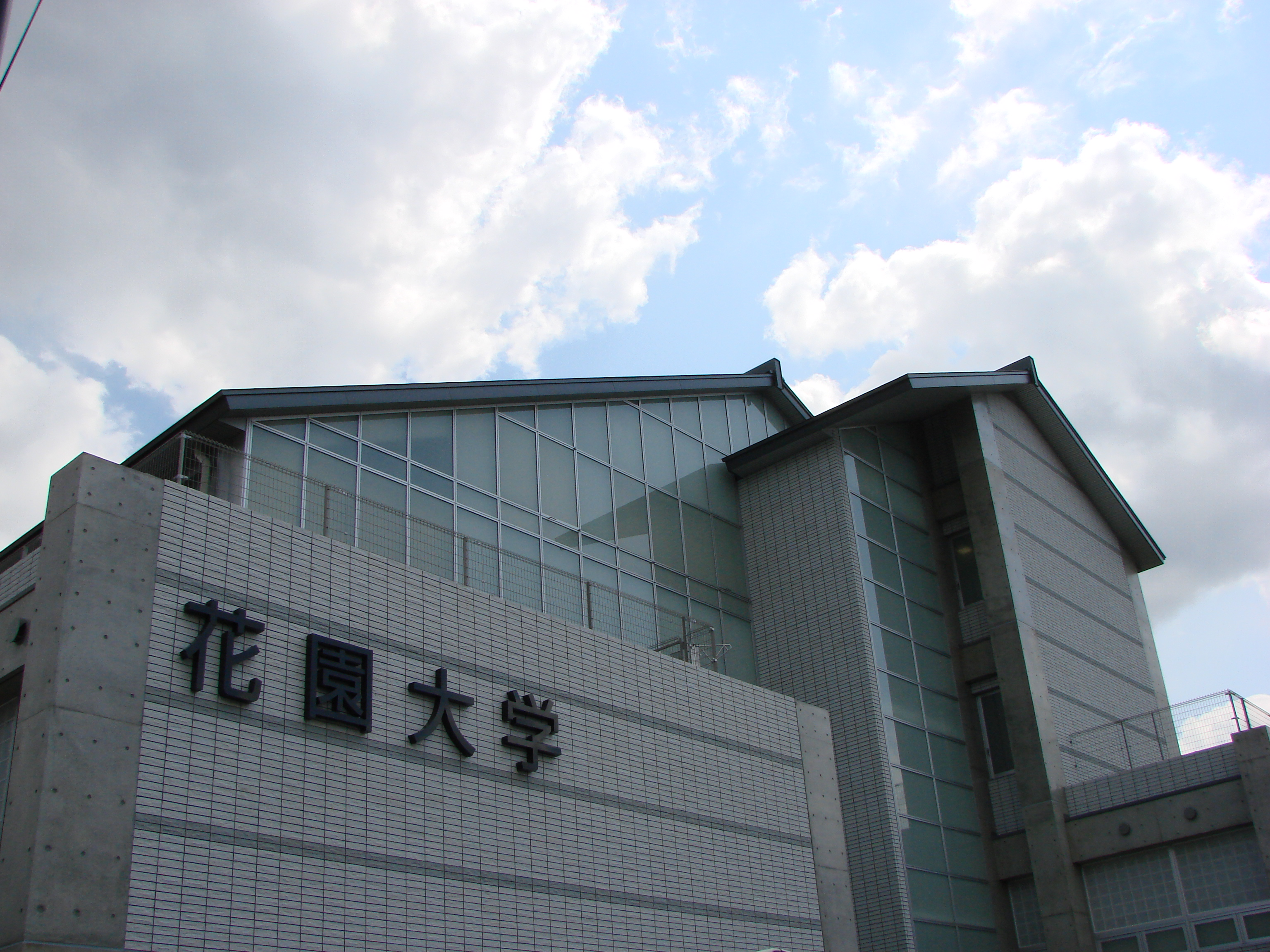
拈花館
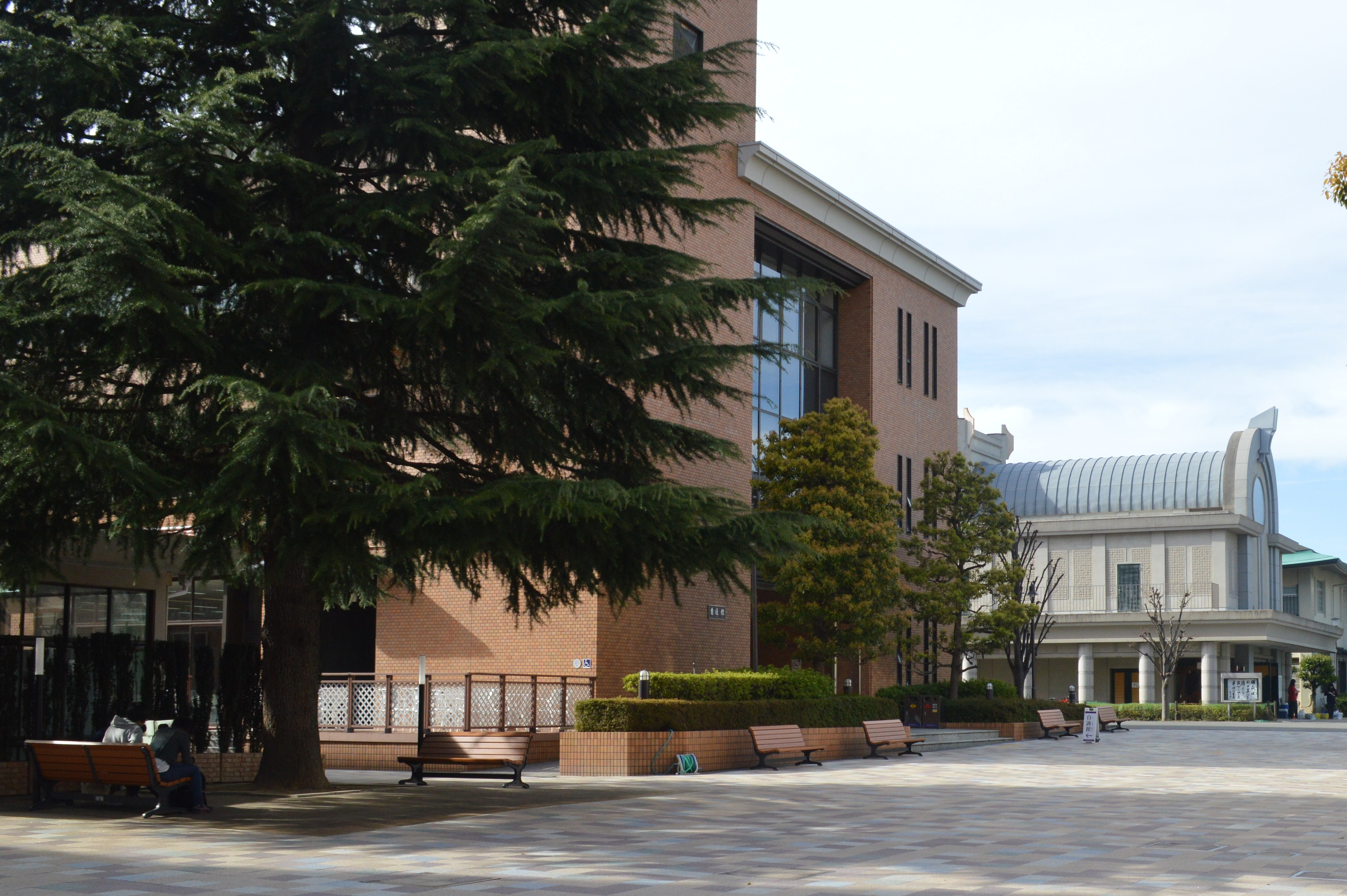
自適館と教堂
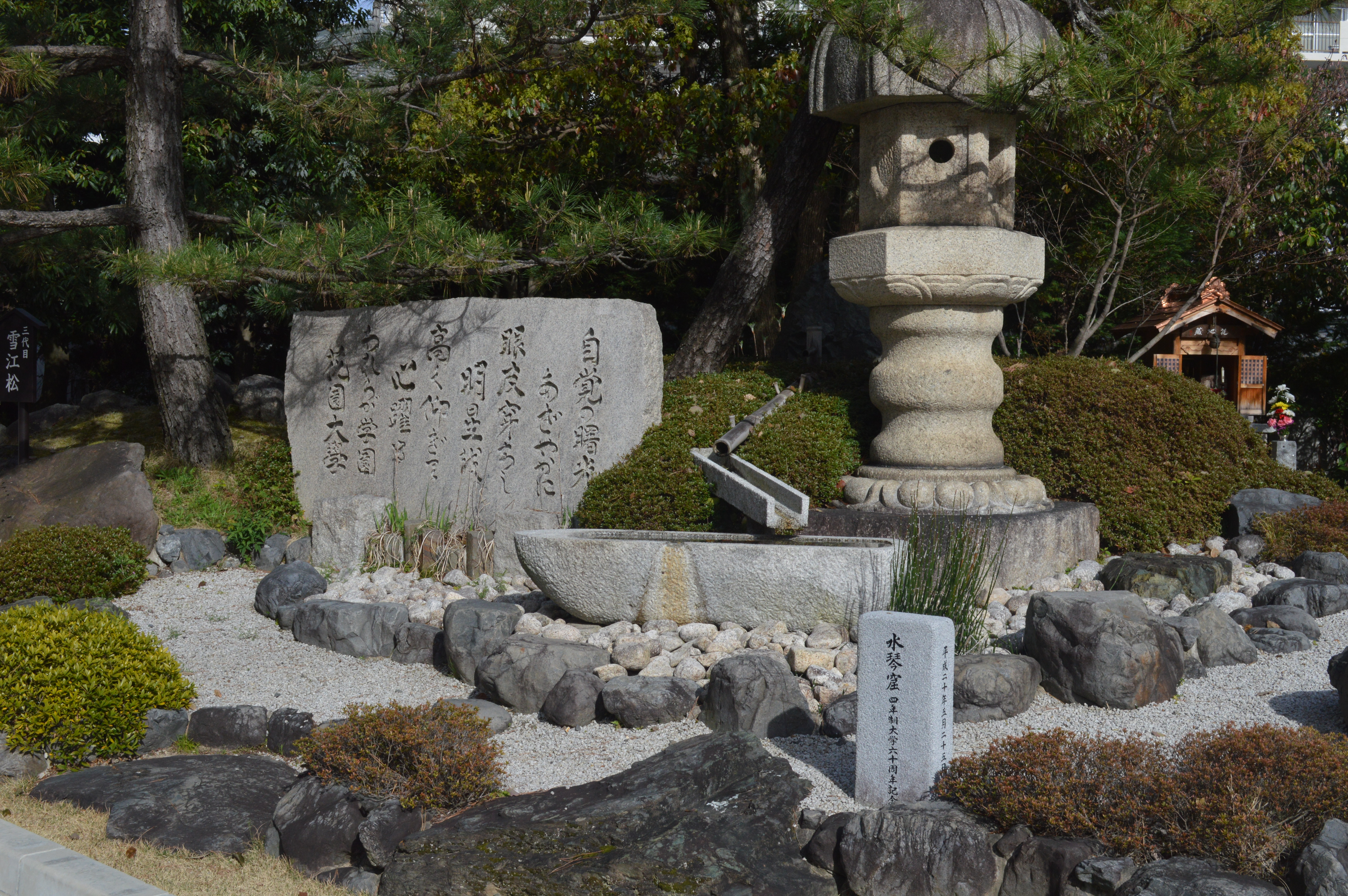
中庭
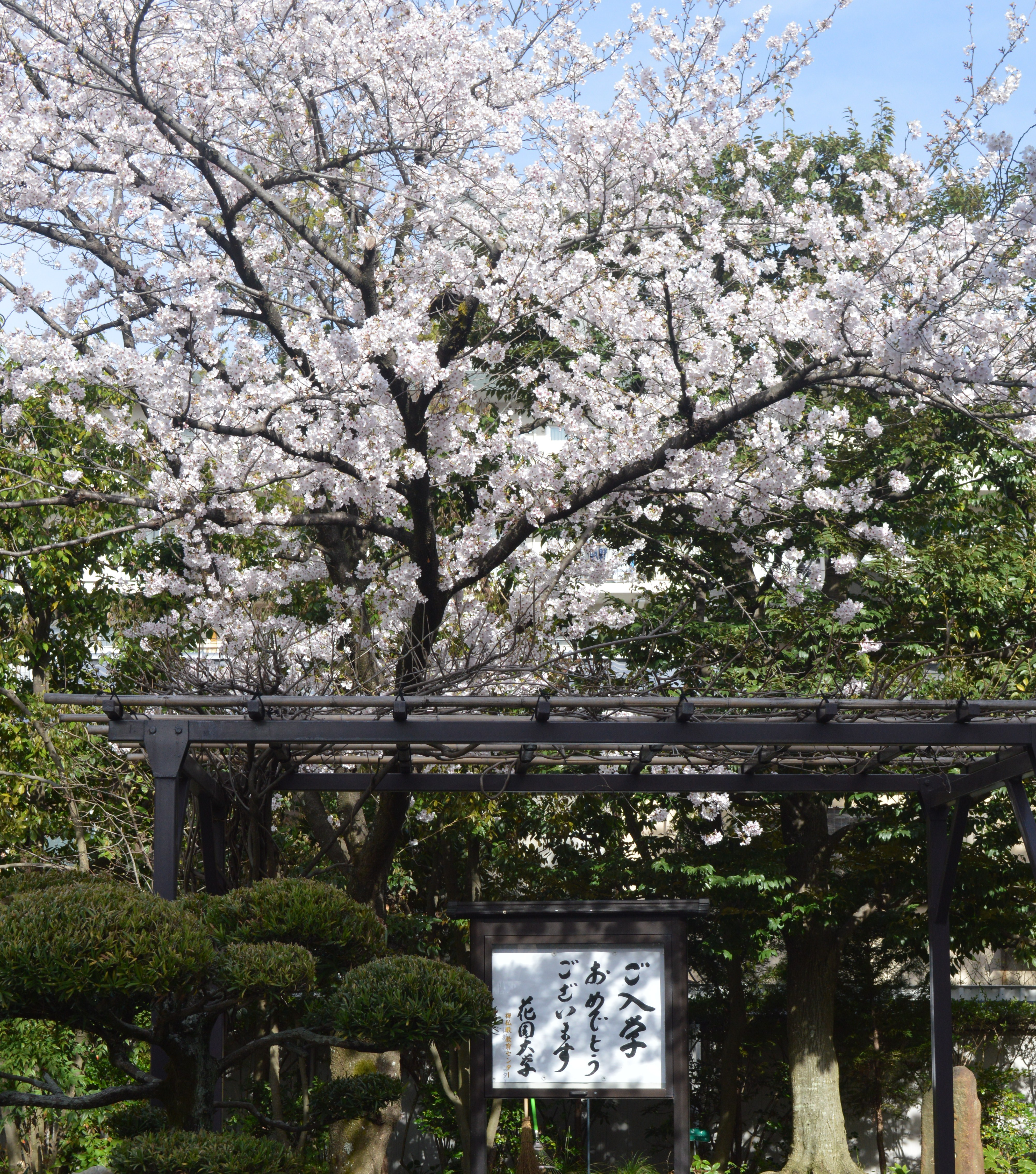
入学おめでとう

## 対外関係
教育提携校（海外）
- 蘇州大学（中華人民共和国・江蘇省）
- カルガリー大学（カナダ・アルバータ州）
- マハーチュラロンコーンラージャヴィドゥャ大学（タイ王国・バンコク）

## その他
- 大学コンソーシアム京都に加盟。
- 京都・宗教系大学院連合（K-GURS）に加盟。
- 京都歴史回廊協議会に参加。
- 臨済宗系の短期大学として、岐阜の正眼短期大学がある。その関係からか花園大学は正眼短期大学の編入学指定校となっている。
- 経営母体の学校法人花園学園は花園大学の他、花園中学校・高等学校、洛西花園幼稚園を経営している。